# Сан-Мауро-ла-Брука
Сан-Мауро-ла-Брука (итал. San Mauro la Bruca) — коммуна в Италии, располагается в регионе Кампания, в провинции Салерно.
Население составляет 789 человек (2008 г.), плотность населения составляет 43 чел./км². Занимает площадь 18 км². Почтовый индекс — 84070. Телефонный код — 0974.
Покровителями коммуны почитаются святой Мавр, празднование 15 января, а также святая Евфимия Всехвальная и святой Назарий, празднование в последнее воскресение апреля, последнее воскресение августа, 25 июля, 28 июля и 16 сентября. 

## Демография
Динамика населения:

## Администрация коммуны
- Официальный сайт: https://web.archive.org/web/20190904143248/http://www.comune.sanmaurolabruca.sa.it/